# The Drug King
Pour plus de détails, voir Fiche technique et Distribution.
The Drug King (hangeul : 마약왕 ; hanja : 麻藥王 ; RR : Mayakwang ; litt. « Baron de la drogue ») est un film sud-coréen réalisé par Woo Min-ho, sorti en 2018.
Il retrace l'histoire réelle de Lee Doo-sam, un trafiquant de drogue dans les années 1970, à Busan.

## Synopsis
Le film raconte l'ascension et la chute de Lee Doo-sam (Song Kang-ho), un petit malfrat de Busan, qui commence par aider un groupe de trafiquants de drogues rencontré par hasard. Astucieux et plein d'idées, il intègre ce milieu, gravit peu à peu les échelons de la mafia et développe son propre trafic, jusqu'à bâtir un empire de la drogue du Japon à Busan. Il mène alors une double vie : homme respecté, promoteur du développement rural et national le jour, infâme seigneur de la drogue la nuit… jusqu'à sa chute, entraînant celle de nombreux complices, hauts fonctionnaires corrompus.

## Fiche technique
Sauf indication contraire ou complémentaire, les informations mentionnées dans cette section peuvent être confirmées par la base de données KMDb
- Titre original : 마약왕
- Titre international et français : The Drug King
- Réalisation et scénario : Woo Min-ho
- Musique : Cho Young-wook
- Direction artistique : Cho Hwa-sung
- Costumes : Jo Sang-gyeong
- Photographie : Go Nak-seon
- Son : Kim Chang-seop
- Montage : Kim Jae-bum et Kim Sang-bum
- Production : Kim Won-guk et Woo Min-ho
- Société de production : Hive Media Corp.[2]
- Société de distribution : Showbox
- Budget : 15 milliards de won[3]
- Pays de production :  Corée du Sud
- Langue originale : coréen
- Format : couleur
- Genre : Action, drame, biopic et film de gangsters
- Durée : 139 minutes
- Dates de sortie :
  - Corée du Sud : 19 décembre 2018
  - Monde : 21 février 2019 sur Netflix

## Distribution
- Song Kang-ho : Lee Doo-sam
- Jo Jeong-seok : Kim In-goo
- Bae Doo-na : Kim Jeong-ah
- Kim Dae-myung : Lee Doo-hwan
- Kim So-jin : Seong Sook-kyeong
- Lee Hee-joon : Choi Jin-pil
- Jo Woo-jin : Jo Seong-kang
- Yoon Je-moon : Kim Soon-pyeong
- Yoo Jae-myung : le capitaine Kim
- Choi Deok-moon : le directeur Goo
- Song Young-chang : le représentant permanent aux Nations unies
- Kim Hae-gon : Baek Woon-chang
- Park Ji-hwan : Wang Moon-ho
- Lee Bong-ryun : Lee Doo-sook
- Choi Gwi-hwa : le chef Ham
- Park Kyung-hye : Lee Kyeong-ja
- Lee Sung-min (en) : Seo Sang-hoon

## Production
Le tournage débute le 5 mai 2017, à Busan, et s’achève le 10 octobre 2017.

## Accueil

### Sorties
Le film sort le 19 décembre 2018 en Corée du Sud. Il est lancé le 21 février 2019 sur Netflix.

### Critique
Yoon Min-sik de The Korea Herald assure que le film « n’est en aucun cas un flop. Au contraire, c'est sans aucun doute l'un des meilleurs films sud-coréens de l'année. […] Song Kang-ho y brille absolument — parfois il est drôle, par moments menaçant et compliqué. […] Cette comédie noire est assez drôle grâce à la magnifique performance de l’acteur principal ».

## Article annexe
- Psychotrope au cinéma et à la télévision